# Ficus maroniensis
Ficus maroniensis är en mullbärsväxtart som beskrevs av Raymond Benoist. Ficus maroniensis ingår i släktet fikonsläktet, och familjen mullbärsväxter. Inga underarter finns listade i Catalogue of Life.